# Olimpiada szachowa 1986
| 27. Olimpiada szachowa Dubaj 1986 |
| 1984 1988                         |

Olimpiada szachowa 1986 (zarówno w konkurencji kobiet, jak i mężczyzn) rozegrana została w Dubaju w dniach 14 listopada – 2 grudnia 1986 roku.

## 27. olimpiada szachowa mężczyzn
Wyniki końcowe (108 drużyn, system szwajcarski, 14 rund).
| Miejsce | Kraj              | Punkty |
| ------- | ----------------- | ------ |
| 1       | ZSRR              | 40     |
| 2       | Anglia            | 39½    |
| 3       | Stany Zjednoczone | 38½    |
| 4       | Węgry             | 34½    |
| 5       | Islandia          | 34     |
| 6       | Bułgaria          | 34     |
| 7       | Chiny             | 33     |
| 8       | Czechosłowacja    | 33     |
| 9       | Kuba              | 33     |
| 10      | Francja           | 33     |
| 11      | Argentyna         | 33     |
| 12      | Peru              | 33     |
| 13      | RFN               | 32½    |
| 14      | Austria           | 32½    |
| 15      | Jugosławia        | 32     |
| 16      | Polska            | 32     |

| Miejsce | Kraj       | Punkty |
| ------- | ---------- | ------ |
| 17      | Portugalia | 32     |
| 18      | Rumunia    | 31½    |
| 19      | Indonezja  | 31½    |
| 20      | Brazylia   | 31½    |
| 21      | Chile      | 31½    |
| 22      | Szkocja    | 31½    |
| 23      | Kanada     | 31½    |
| 24      | Hiszpania  | 31     |
| 25      | Indie      | 31     |
| 26      | Grecja     | 31     |
| 27      | Włochy     | 30½    |
| 28      | Filipiny   | 30½    |
| 29      | Szwajcaria | 30½    |
| 30      | Belgia     | 30½    |
| 31      | Australia  | 30     |
| 32      | Dominikana | 30     |

| Miejsce | Medaliści + skład reprezentacji Polski                                                                   |
| ------- | --- |
| 1       | Garri Kasparow, Anatolij Karpow, Andriej Sokołow, Artur Jusupow, Rafael Waganian, Witalij Cieszkowski    |
| 2       | Anthony Miles, John Nunn, Nigel Short, Murray Chandler, Jonathan Speelman, Glenn Flear                   |
| 3       | Yasser Seirawan, Larry Christiansen, Lubomir Kavalek, John Fedorowicz, Nick de Firmian, Maxim Dlugy      |
|         | Włodzimierz Schmidt, Aleksander Sznapik, Marek Hawełko, Artur Sygulski, Robert Kuczyński, Stefan Dejkało |

## 27. olimpiada szachowa kobiet
Wyniki końcowe (49 drużyn, system szwajcarski, 14 rund).
| Miejsce | Kraj       | Punkty |
| ------- | ---------- | ------ |
| 1       | ZSRR       | 33½    |
| 2       | Węgry      | 29     |
| 3       | Rumunia    | 28     |
| 4       | Chiny      | 28     |
| 5       | Jugosławia | 25½    |
| 6       | RFN        | 25     |
| 7       | Polska     | 24½    |
| 8       | Anglia     | 24½    |
| 9       | Bułgaria   | 23½    |
| 10      | Kuba       | 23     |
| 11      | Brazylia   | 22½    |

| Miejsce | Kraj              | Punkty |
| ------- | ----------------- | ------ |
| 12      | Austria           | 22½    |
| 13      | Finlandia         | 22½    |
| 14      | Hiszpania         | 22     |
| 15      | Francja           | 22     |
| 16      | Stany Zjednoczone | 22     |
| 17      | Szkocja           | 22     |
| 18      | Grecja            | 21½    |
| 19      | Indie             | 21½    |
| 20      | Irlandia          | 21½    |
| 21      | Walia             | 21½    |
| 22      | Meksyk            | 21½    |

| Miejsce | Medalistki + skład reprezentacji Polski                                                   |
| ------- | ----------------------------------------------------------------------------------------- |
| 1       | Maja Cziburdanidze, Jelena Achmyłowska, Nona Gaprindaszwili, Nana Aleksandrija            |
| 2       | Zsuzsa Verőci-Petronić, Ildikó Mádl, Mária Ivánka, Mária Grosch                           |
| 3       | Margareta Mureșan, Daniela Nuțu, Elisabeta Polihroniade, Gabriela Stanciu-Olărașu         |
|         | Agnieszka Brustman, Hanna Ereńska-Radzewska, Małgorzata Wiese-Jóźwiak, Grażyna Szmacińska |